# Bilzingen

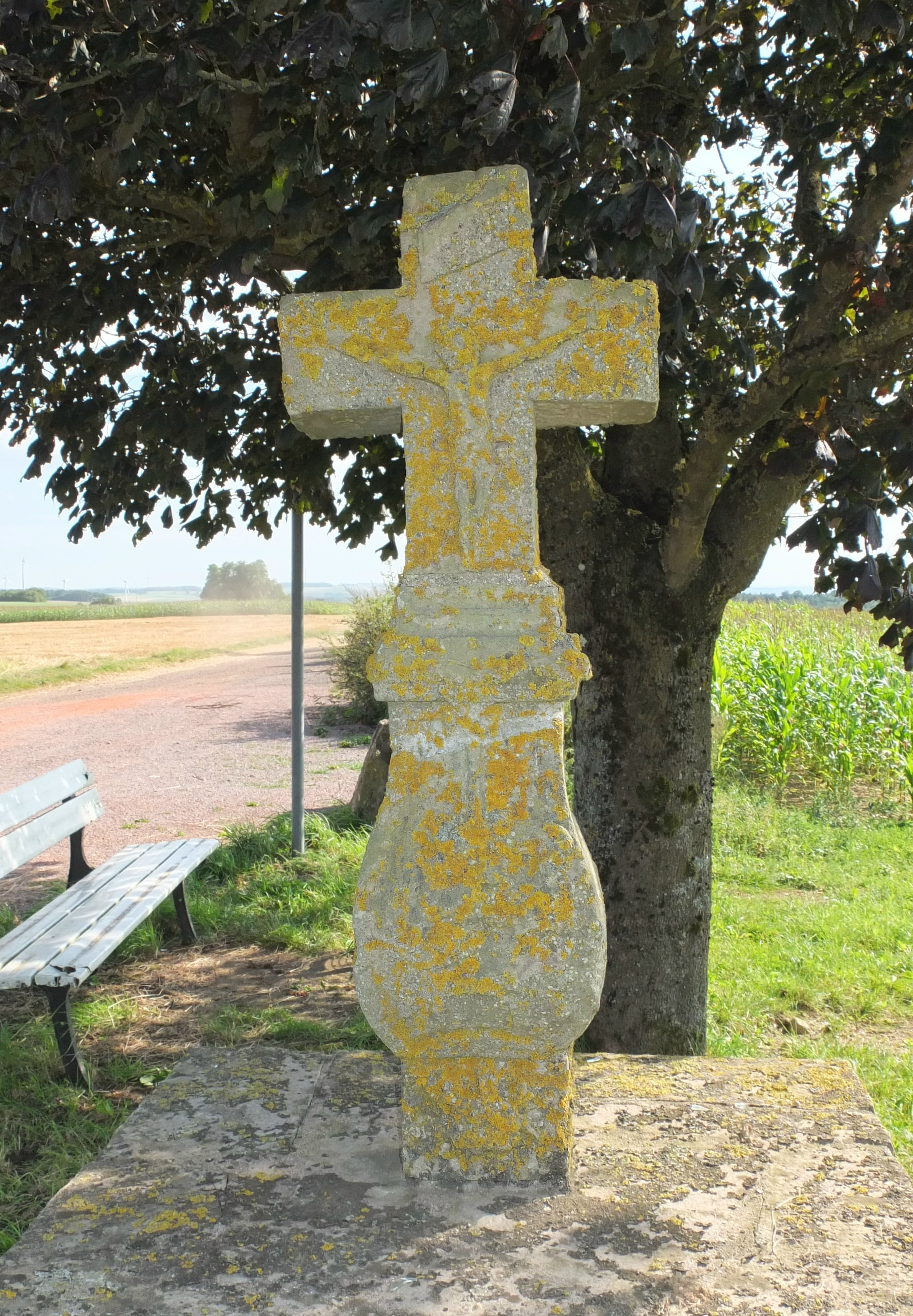
Helenenkreuz (2016)

Bilzingen ist ein Ortsteil und ein Ortsbezirk der Ortsgemeinde Wincheringen im Landkreis Trier-Saarburg in Rheinland-Pfalz.

## Geographie
Der Ortsteil liegt auf einer Hochfläche am Rande des Saargaus. Die Obermosel, welche hier die Grenze zu Luxemburg bildet, fließt etwa sechs Kilometer weiter westlich vorbei.
Nachbarorte neben dem Kernort Wincheringen selbst im Nordwesten und dem anderen Ortsbezirk Söst im Norden sind die Ortsgemeinde Fisch im Nordosten, die Ortsgemeinde Merzkirchen und ihre Ortsteile Körrig und Rommelfangen im Osten bis Süden, sowie der zur Ortsgemeinde Palzem gehörende Ortsteil Helfant im Südwesten.

## Geschichte
Das Dorf, das an der alten Römerstraße zwischen Trier und Metz liegt, wurde schriftlich erstmals 1155 erwähnt.
Bis zur Auflösung von Kurtrier gehörte Bilzingen zum Amt Saarburg. Die Inbesitznahme des Linken Rheinufers durch französische Revolutionstruppen beendete die alte Ordnung. Der Ort wurde von 1798 bis 1814 Teil der Französischen Republik (bis 1804) und anschließend des Französischen Kaiserreichs, zugeordnet dem Kanton Saarburg im Arrondissement Trier des Saardepartements. Nach der Niederlage Napoleons kam Bilzingen 1815 aufgrund der auf dem Wiener Kongress getroffenen Vereinbarungen zum Königreich Preußen. Der Ort gehörte nun zur Bürgermeisterei Saarburg-Land im Kreis Saarburg, Regierungsbezirk Trier, der 1822 Teil der neu gebildeten Rheinprovinz wurde.
Als Folge des Ersten Weltkriegs war die gesamte Region dem französischen Teil der Alliierten Rheinlandbesetzung zugeordnet. Nach dem Zweiten Weltkrieg  gehörte Bilzingen zu den Gemeinden der französischen Besatzungszone, die im Februar 1946 an das Saarland angeschlossen wurden, im Juni 1947 aber auch zu den Orten des Landkreises Saarburg, die wieder zurück gegliedert und Teil des damals neu gebildeten Landes Rheinland-Pfalz wurden.
Im Rahmen der rheinland-pfälzischen Gebiets- und Verwaltungsreform wurde der Landkreis Saarburg auf der Grundlage des „Dritten Landesgesetzes über die Verwaltungsvereinfachung im Lande Rheinland-Pfalz“ mit Wirkung vom 7. Juni 1969 aufgelöst und seine Gemeinden dem neu gebildeten Landkreis Trier-Saarburg zugeordnet. Um als kleine Gemeinde einer durch das Gesetz möglichen Auflösung zuvorzukommen, beschloss der Gemeinderat am 19. November 1973, sich freiwillig mit den Nachbarorten zusammenzuschließen. Am 17. März 1974 wurde die dahin selbstständige Gemeinde Bilzingen mit zu diesem Zeitpunkt 135 Einwohnern – zusammen mit Söst – nach Wincheringen eingemeindet.
Im Jahr 2018 gab es in dem über Jahrhunderte von der Landwirtschaft geprägten Ort noch zwei Landwirte. Die überwiegende Anzahl der Erwerbstätigen pendelte ins nahegelegene Luxemburg.

## Politik

### Ortsbezirk
Bilzingen ist gemäß Hauptsatzung einer von zwei Ortsbezirken der Ortsgemeinde Wincheringen. Der Bezirk umfasst das Gebiet der ehemaligen Gemeinde. Auf die Bildung eines Ortsbeirats wurde verzichtet. Die Interessen des Ortsbezirks werden von einem Ortsvorsteher vertreten.
Jens Müller wurde am 5. September 2024 Ortsvorsteher von Bilzingen. Bei der Direktwahl am 9. Juni 2024 war er als einziger Bewerber mit einem Stimmenanteil von 96,2 % für fünf Jahre gewählt worden.
Seine Vorgänger waren Egon Fochs
und Rudolf Hurth, der das Amt von 1994 bis 2004 ausübte.

### Wappen
Blasonierung des ehemaligen Gemeindewappens Bilzingen: In Rot goldener Abtstab und silberne Schäferschippe sich kreuzend; darüber eine goldene Königskrone.

## Kultur und Sehenswürdigkeiten

### Vereine
Im November 2005 wurde der Dorfverschönerungsverein gegründet, dem etwa die Hälfte der Einwohner angehört. Das erste, 2012 abgeschlossene Projekt war die Sanierung der St-Luzia-Kapelle, um sie vor dem Verfall zu retten.

### Bauwerke
In der Denkmalliste des Landes Rheinland-Pfalz (Stand: 2021) werden folgende Kulturdenkmäler genannt:
- Römisch-Katholische Filialkirche St. Lucia, Saalbau (1686, erweitert 1856)
- Brunnenhaus, Kalkbruchsteinbau (um 1850)
- Drei Höfe (19. Jahrhundert)
- Kapelle mit Nischenkreuz (um 1860)
- Drei Wegekapellen und vier Wegekreuze in der Gemarkung (18. bzw. 19. Jahrhundert), darunter das Helenenkreuz. Nach einer Überlieferung soll es die Stelle markieren, an der die Hl. Helena, Mutter des römischen Kaisers Konstantin, auf dem Weg nach Trier an einer Straßengabelung der alten Römerstraße eine Rast einlegte.[17]

### Natur
Zwei Eichen, eine Linde und eine Platane sind als Naturdenkmale auf dem ehemaligen Friedhof (Kapellenvorplatz) verzeichnet, wovon jedoch nur noch eine Eiche steht.

## Wirtschaft und Infrastruktur
Bilzingen wird von der Landesstraße 134 und der Kreisstraße 111 an das Straßennetz angeschlossen.